# Pan Pacific Open 1984
Pan Pacific Open 1984 — жіночий тенісний турнір, що проходив на закритих кортах з килимовим покриттям у Токіо (Японія). Належав до турнірів 4-ї категорії в рамках Світової чемпіонської серії Вірджинії Слімс 1984. Тривав з 10 до 16 грудня 1984 року. Друга сіяна Мануела Малеєва здобула титул в одиночному розряді й отримала за це 40 тис. доларів США.

## Фінальна частина

### Одиночний розряд
Мануела Малеєва —  Клаудія Коде-Кільш 3–6, 6–3, 6–4
- Для Малеєвої це був 5-й титул за сезон і за кар'єру.

### Парний розряд
Клаудія Коде-Кільш /  Гелена Сукова —  Елізабет Смайлі /  Катрін Танв'є 6–4, 6–1
- Для Коде-Кільш це був 6-й титул за сезон і 12-й — за кар'єру. Для Сукової це був 5-й титул за сезон і 6-й — за кар'єру.